# Guntram (Wormsgau)
Guntram (* 815; † 837) war der älteste Sohn des Grafen Rutpert III. (Robert III.) im Wormsgau und im Oberrheingau, aus dem Geschlecht der Rupertiner, und dessen Frau Wiltrud (Waldrada) von Orléans.
Guntram folgte seinem Vater nach dessen Tod 834 als Graf im Wormsgau, starb aber schon im Jahre 837, wohl ohne Nachkommen. Ihm folgte sein Bruder Robert der Tapfere, der jedoch 840 ins Westfränkische Reich ging und im Wormsgau von beider Schwager Walaho IV. beerbt wurde.